# 이병석 (1952년)
이병석(李秉錫, 1952년 10월 28일~)은 대한민국의 정치인이다. 제16·17·18·19대 국회의원이며, 제19대 국회에서 전반기 국회부의장을 지냈다.

## 경력
- 1982년~1990년 고려대학교 정경대, 법대강사
- 1985년~1986년 미국 인디아나 대학교 객원교수
- 1992년~1993년 연세대학교 초빙교수
- 1994년~1996년 대통령 정무비서관(1급)
- 1996년~1997년 신한국당 부대변인, 이회창 대통령 후보 정무담당 특별보좌역
- 1997년~1999년 국립공원관리공단 상임감사, 재단법인 향산학원(포항중앙고등학교) 이사, 포항1대학, 선린대학 강사
- 대한민국 헌정회 정치아카데미특별위원회 위원장
- 김기현 이기는 캠프 상임고문
- 2024년 2월~한국IPTV방송협회장

### 의정 활동
- 2000년 5월 29일~2004년 5월 30일: 제16대 국회의원(경북 포항시 북구), 초선
- 한나라당 원내부총무, 국회운영위원회 위원, 행정자치위원회 위원 간사, 행정자치위원회 법안심사소위원회 위원, 국무총리 인사청문특별위원회 위원
- 2002년 9월~2002년 12월: 제16대 대통령선거 중앙선거대책위원회 조직위원회 부위원장
- 2004년 5월 30일~2008년 5월 29일: 제17대 국회의원(경북 포항시 북구), 재선
- 제17대 국회 운영위원회 위원(예산심사소위 위원장), 한나라당 원내선임부대표
- 제17대 국회 산업자원위원회 한나라당 간사, 국회 독도수호및일본의교과서왜곡대책특별위원회 한나라당 간사
- 제17대 국회 양성평등포럼 회원, 한 · 중의원 외교협의회 간사장, 한· 베트남의원 친선협회 부회장, 한나라당 원내수석부대표
- 2008년 5월 30일~2012년 5월 29일: 제18대 국회의원(경북 포항시 북구), 3선
- 2008년 8월~2010년 5월: 제18대 국회 전반기 국토해양위원회 위원장
- 전 국회 독도영토수호대책특별위원회 위원, 한ㆍ베트남의원 친선협회 회장, 한나라당 독도 등 우리 땅ㆍ우리역사 지키기 특위 위원장, 국회 문화체육관광방송통신위원회 위원
- 2012년 5월 30일~2016년 5월 29일: 제19대 국회의원(경북 포항시 북구), 4선
- 2012년 7월~2014년 5월: 제19대 전반기 국회 부의장
- 2013년 4월~2014년 5월: 제19대 국회 전반기, 후반기 외교통일위원회 위원, 한·중 의회정기교류체제 회장
- 2014년 6월: 제19대 국회 후반기 법제사법위원회 위원
- 2015년 3월~2016년 5월: 제19대 국회 정치개혁특별위원회 위원장
- 2017년 1월: 새누리당 제명

## 금품수수
이병석 의원은 2009년에 포스코 측으로부터 "2009년 8월 해군의 고도제한으로 중단된 신제강공장 공사문제를 해결해달라"는 청탁을 받고 국방부장관에게 공사 허용을 촉구하는 서신을 보내는 등 관계부처에 시정을 요구하고, 소관 상임위원회에 협조를 구하는 등의 대가로 자신의 측근이 운영하는 회사에 포스코가 8억9천만원의 일감을 몰아주게 하고 일감을 받은 해당 업체 관계자 2명으로부터  2012년~2014년에 걸쳐 모두 2000만원의 불법 정치자금을 받은 혐의로 기소되었다. 공사는 2011년 재개됐고 포스코는 이병석의 측근이 운영하는 S사에 내화물 원료 납품권 , E사에 포스코 내 청소용역권을 주었다. 이로 인하여 20대 총선 불출마 선언을 하였다.
서울중앙지법 형사합의32부(부장판사 남성민) 심리로 열린 제3자뇌물수수 및 정치자금법 위반 혐의 재판에서 이병석 측은 포스코의 청탁 내용은 "국회의원의 권한 범위 내에서 고도제한 문제를 해결하는데 도움을 달라"는 것으로서 이는 그 자체로 위법하거나 부당하다고 볼 수 없고 포스코에 내화물 원료납품권을 요구한 사실이 없고 설령 사실이라고 하더라도 대가관계가 인정되지 않는다고 주장했고 결심 공판에서 "자신이 속한 지역구에 위치한 대기업을 주변 사람들의 사익 추구의 장으로 만들었다 죄질이 불량하다"고 하면서
징역 3년을 구형하자 이병석의 변호인은 "포스코 측으로부터 부정한 청탁을 받았다고 볼 수 없다  혐의를 인정하기에는 합리적 의심의 여지가 상당하다"고 하면서 정치자금법 위반 혐의에 대해서는 "이 전 의원 자신이 쓰지도 않은 돈을 받았다고 인식할 수는 없다 일부 금액과 관련해서는 의원 사무실 관례에 따라 지출했을 뿐이다"라고 설명했고 이병석은 최후진술에서 "대한민국 국회의원이었던 사람으로서 일반 국민보다 특혜·관용을 기대하지 않고, 오히려 더 엄격한 법 적용을 받야아한다고 믿고 있다"고 하였지만 "제게 주어진 혐의는 인정할 수 없다 검찰의 수사과정에는 문제가 있었다 저에 대한 검찰 수사는 범죄 혐의를 특정하고 진행됐다고 보기 매우 어렵다"고 말했다. 
법원은 선고공판에서 "포스코 측으로부터 (신제강공장) 공사재개 청탁을 받았고 실제 관련 활동을 했다 그 대가로 자회사를 통해 측근으로 하여금 포스코의 자회사 납품중계권을 받게 했다"고 판단하면서 청소용역권 관련 혐의에 대해서는 "포스코 측이 향후 사업과 관련해 이 전 의원이 도움을 줄 수 있을 거라는 막연한 기대가 주로 작용했을 것"이라며 "청소사업권 취득이 신제강공사 재개 관련 활동의 대가라고 단정하기 어렵다"고 무죄로 봤고 정치자금법 위반부분은 "선거운동을 위해 돈이 전액 쓰였고 지급 시기와 동기, 전달 경위와 방법 등을 보면 유죄로 인정된다"고 하면서 2016년 12월 9일 ＂헌법상 국회의원의 청렴 의무를 저버리고 의원의 지위를 남용해 측근으로 하여금 사업권을 취득하게 해줬다＂며 ＂이런 제3자 뇌물수수 범행은 국회의원 직무의 공정성에 대한 사회 일반의 신뢰를 크게 훼손하는 것＂이라고 하면서 징역 1년, 추징금 2000만원을 선고하고 법정구속했다. 항소심에서도 원심과 같은 징역 1년이 선고되었다. 서울고등법원은 항소를 기각했고 2017년 11월 14일 대법원 3부는 징역 1년에 추징금 2천만 원을 선고한 원심판결을 확정했다. 2017년 12월 8일 만기출소했다.
2022년 12월 27일, 2022년 12월 28일자로 특별복권되었다.

## 학력
- 1965년 포항영흥국민학교 졸업
- 1968년 동지중학교 졸업
- 1971년 동지상업고등학교 졸업
- 1979년 고려대학교 정치외교학 학사
- 1982년 고려대학교 대학원 정치학 석사
- 1987년 고려대학교 대학원 정치학 박사

## 가족
- 배우자: 신은희
- 자녀: 2남

## 역대 선거 결과
|  | 20.47% |

|  | 63.54% |

|  | 55.29% |

|  | 62.64% |

|  | 70.44% |

## 소속 정당
| 소속 정당 | 소속 정당 | 소속 기간 | 비고      |
| --------- | --------- | --------- | --------- |
|           | 신한국당  | 1996~1997 | 정계 입문 |
|           | 신한국당  | 1997~2012 | 합당      |
|           | 새누리당  | 2012~2017 | 당명 변경 |
|           | 무소속    | 2017~현재 | 제명      |

## 같이 보기
- 영포회
- 포항시 북구 (선거구)
- 포항시 북구의 국회의원
- 대한민국의 국회부의장